# Georges Mathey
Pour les articles homonymes, voir Mathey.
Georges Mathey, né le 15 mai 1887 au Port d'Arciat à Crêches-sur-Saône et mort pour la France le 7 janvier 1915 à Thann, est un peintre et sculpteur français.

## Biographie
Son père, François, tient une tuilerie. Georges Mathey fait ses études au lycée de Mâcon. Il est admis l’École des beaux-arts de Lyon de 1902 à 1908, où il obtient de nombreuses récompenses. Il poursuit ses études à l’École des beaux-arts de Paris, où il est l'élève d'Injalbert et d'Emmanuel Hannaux. Il reçoit un second prix de Rome en 1910. 
Il expose au Salon des artistes français à Paris de 1910 à 1914), où il reçoit une médaille de bronze en 1911. Il perd sa mère la même année, ce qui lui inspire des statuettes de Mère à l’enfant. Il semble alors promis à un brillant avenir selon les critiques de l’époque. Roger Dévigne écrit : « Sa grand idée était de s'inspirer de la vie quotidienne pour décorer le cadre naturel de la vie : le logis, l'école, l'atelier, la maison commune... Il laisse sept ou huit cents croquis faits dans la rue, le carrefour, le jardin public et d'où sont sorties, vivantes, toutes ses esquisses et statuettes : jeune mère assise, avec l'enfant qui vient se jeter sur ses genoux ; autre maman qui lève son petit à bout de bras ; le Bol de Lait ; gamines qui dansent ; enfants qui courent... Statuettes de mouvements et de grâce, où cette âme tendre et studieuse tentait de saisir amoureusement la vie, la vraie vie, celle dont le cœur harmonise les gestes... Un grand monument Printemps ; jeune fille nue qui s'éveille rêveusement avec, derrière elle, - groupes en bas-relief - une ronde d'enfants, des amoureux, des vieilles... Autre grande œuvre : Le berger chaldéen, que Mathey avait conçu pour décorer les jardins de l'Observatoire... ».
Mobilisé lors de la Première Guerre mondiale, il disparaît dans les tranchées de Thann, en Alsace, le 7 janvier 1915. Ses camarades ne retrouvent de lui que son ultime œuvre : la crosse de son fusil, qu’il avait sculptée, et qui permet de l'identifier.
En mai et juin 1921, ses œuvres sont exposées à la Boutique de l'Encrier, 74 rue du Bac (Paris).
Un ensemble d'œuvres de Georges Mathey est conservé au musée des Ursulines de Mâcon.

## Œuvres

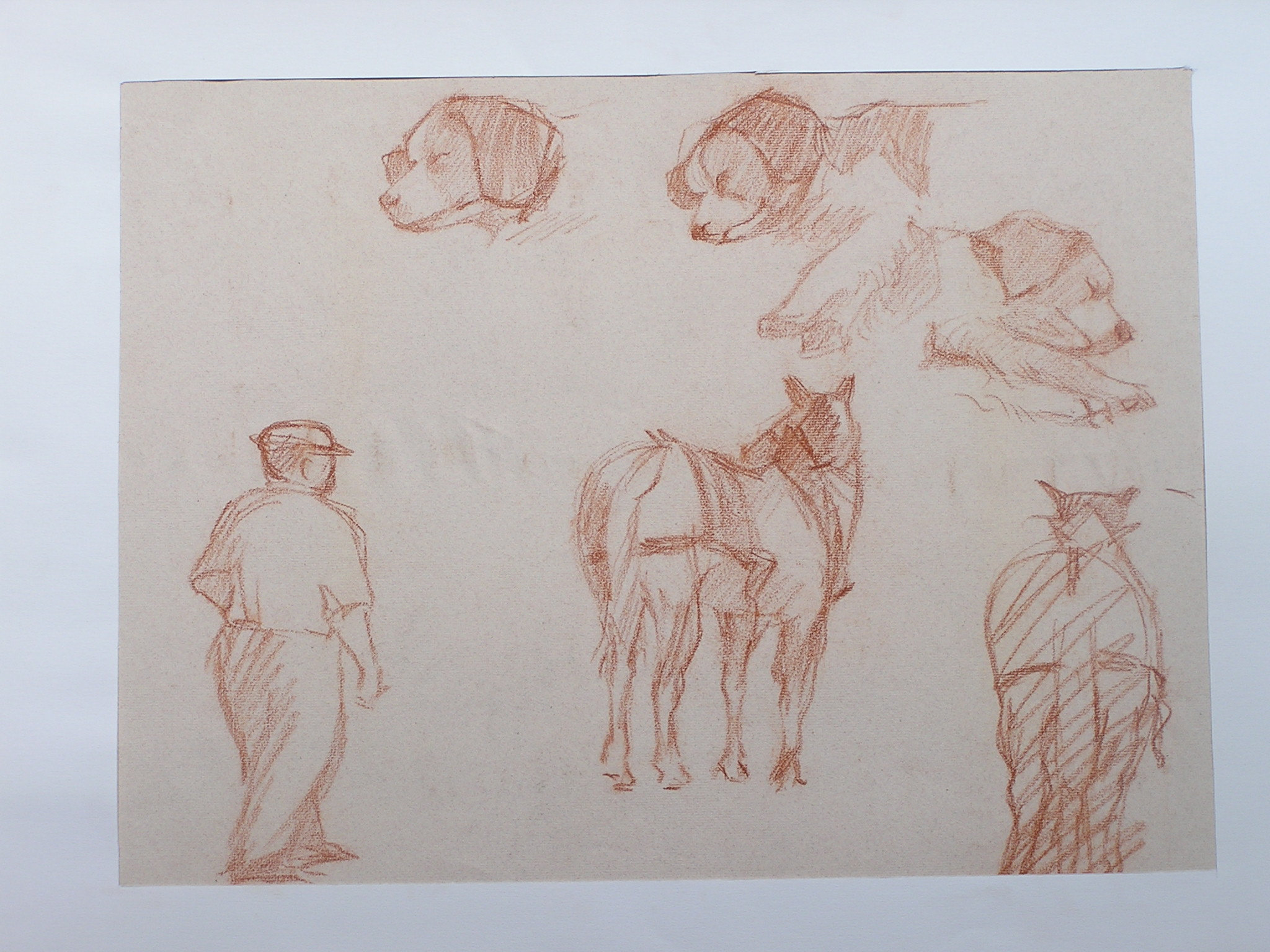
Étude de chien, de chevaux et paysan, dessin à la sanguine musée des Ursulines, Mâcon.
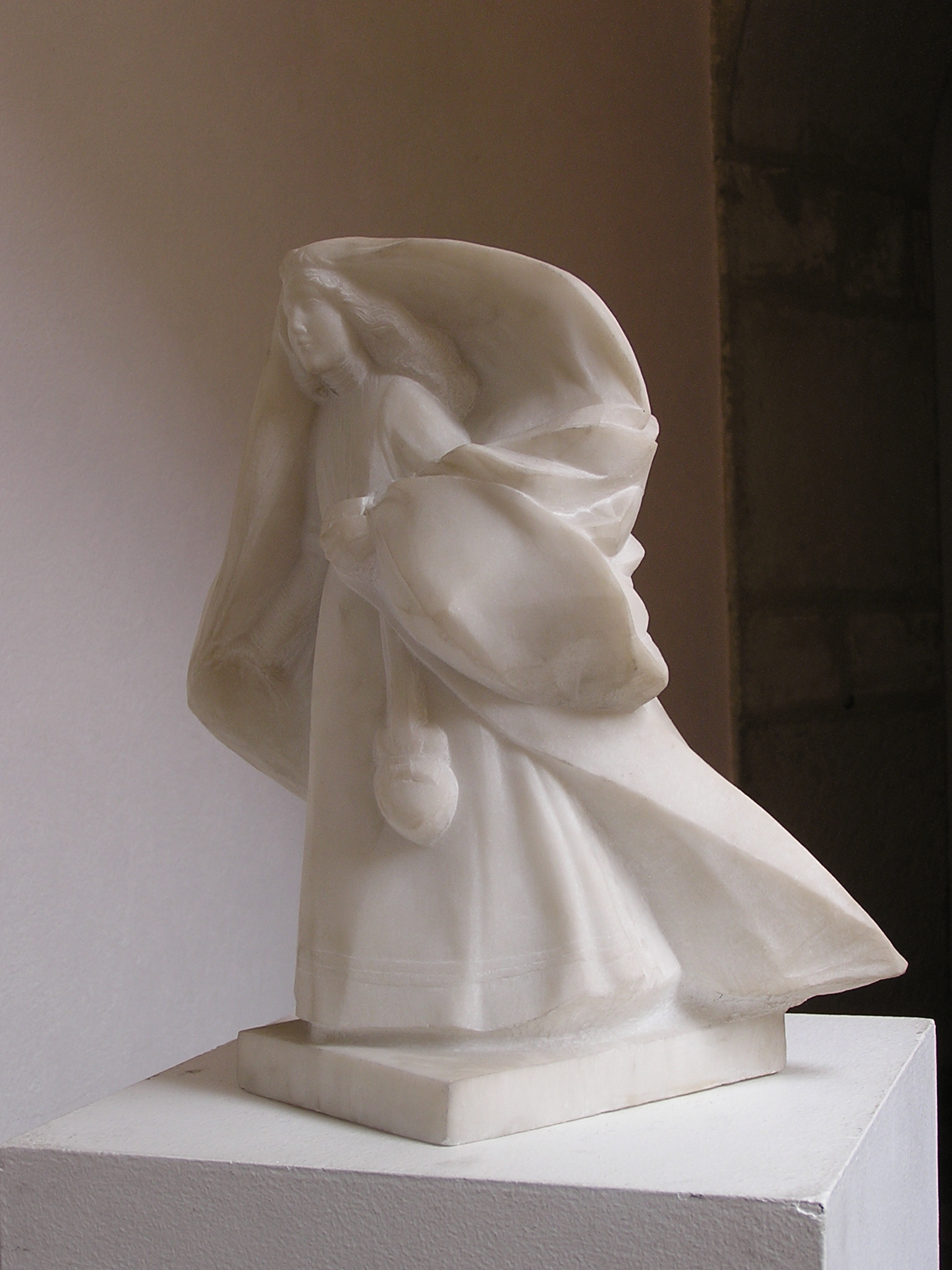
La Communiante (1912), marbre, musée des Ursulines.
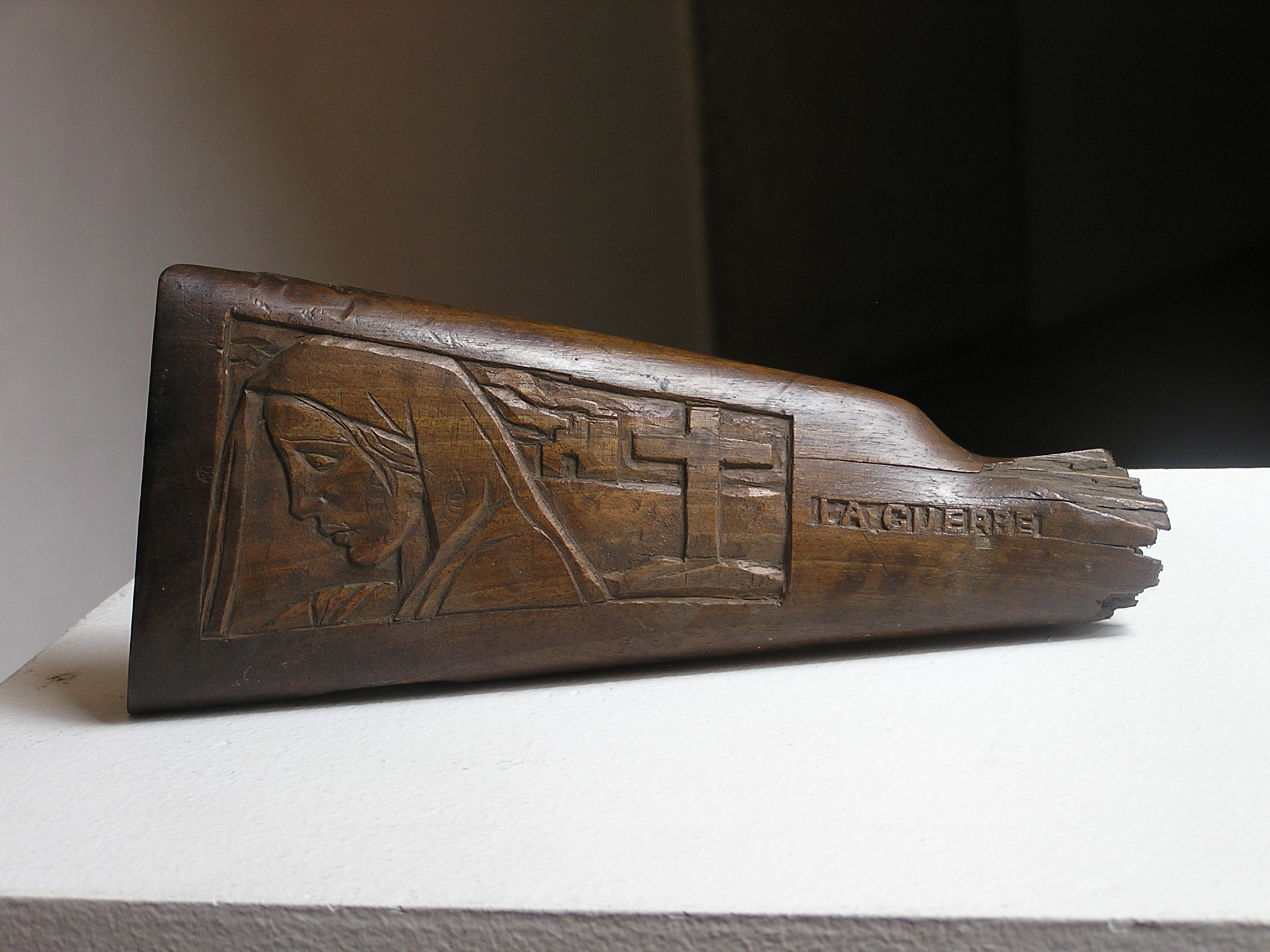
La Guerre (1914), bois, musée des Ursulines.

### Autres sources
: document utilisé comme source pour la rédaction de cet article.
- Roger Dévigne, revue L'Encrier, no spécial 4-5, 15 septembre-15 octobre 1919.
- Marie Lapalus et Nane Tissot, Georges Mathey (1887-1915), Cahiers d'inventaire, no 10, musées de Mâcon, 2007.